# Nöckler & Tittel
Nöckler & Tittel (N & T) war der Name eines in der ersten Hälfte des 19. Jahrhunderts im Erzgebirge gegründeten Unternehmens mit Sitz in Schneeberg, das sich später durch die Produktion von Puppen einen Namen machte.

## Geschichte
Das Unternehmen wurde 1849 gegründet, bot jedoch erst nach 1886 ein breit gefächertes Sortiment von Puppen und Puppenköpfen an. Die hierfür verwendeten Materialien waren Kompositionsmasse, Gummi, Holz und Wolle.
In den 1890er Jahren erhielt N & T ein Patent mit der Nummer 58524 für einen Kurbelkopf aus unzerbrechlicher Masse für Kugelgelenkpuppen.
Puppenköpfe aus Biskuitporzellan bezog die Firma von Armand Marseille mit den Form-Nummern 370, 375, 390 und 391. Auch Alt, Beck & Gottschalck lieferte Porzellanköpfe, ebenso Hertel, Schwab & Co., letztere mit den Form-Nummern aus der 100er-Serie.
Charakterpuppen von Nöckler & Tittel trugen die Initialen N & T des Unternehmens.
Im Jahr 1923 ließ die Firma die Schutzmarke Schneeflöckchen eintragen.